# SWMM
trong Linux. Thuộc tính của từng đối tượng trên mạng lưới thủy lực đều có thể được lựa chọn thuận tiện với các hộp thoại.]]
SWMM, tên đầy đủ là Storm Water Management Model là mô hình tính toán thủy văn-thủy lực được phát triển bởi Cơ quan Bảo vệ Môi trường Hoa Kỳ (US EPA). Theo như tên gọi của nó, mô hình có mục đích chính là tính quá trình hình thành dòng chảy gây ra do mưa bão, được áp dụng chủ yếu để thiết kế thoát nước cho khu vực đô thị / nông thôn.
Mô hình gồm có ba mô-đun chính:
- Runoff, có nhiệm vụ chuyển đổi lượng mưa rơi xuống bề mặt lưu vực thành lớp dòng chảy mặt.
- Transport, có nhiệm vụ diễn toán dòng chảy trên hệ thống kênh và ống dẫn.
- ExTran (Extended Transport), là mở rộng của mô-đun Transport, có thể được dùng thay thế mô-đun này khi tính toán mạng lưới kênh-ống phức tạp (có dạng vòng).

## Phần mềm
Các phiên bản ban đầu của SWMM được viết bằng ngôn ngữ lập trình Fortran, và chỉ có giao diện chữ (text). Người dùng phải soạn ra file đầu vào và sau khi chạy máy sẽ tạo ra file kết quả.
Trong phiên bản mới (từ 5.0 trở đi), SWMM có giao diện đồ họa chạy trên nền Windows. Bản này có phần tính toán được viết bằng ngôn ngữ C và phần giao diện viết bằng Delphi. Người dùng có thể dễ dàng tạo ra mạng lưới dòng chảy bằng cách kéo và thả các đối tượng như: lưu vực, đường ống, kênh dẫn, v.v...

## Ứng dụng
Một số ứng dụng của SWMM trong thực tế gồm có:
- Thiết kế kích thước đường ống tiêu thoát nước
- Bố trí, thiết kế các khu tích nước, giảm lượng dòng chảy do lũ
- Quy hoạch, chỉnh trị lòng dẫn tự nhiên
- Đề xuất cách thức kiểm soát để giảm thiểu sự cố tràn đường cống
- Nghiên cứu bố trí nguồn ô nhiễm điểm